# Maverick Motorcycle
Maverick Motorcycle es una empresa argentina dedicada a la fabricación de motocicletas, cuatriciclos, motos de agua, tractores y cargadores industriales.

## Historia
La empresa se estableció en el año 1990 en la provincia de San Juan, Argentina. Tiene su origen en un concesionario multimarca de motocicletas y desde esta actividad, a fines de los años 90, entró en el mercado nacional con la comercialización de la marca propia Maverick. Con el paso del tiempo se fueron anexando otros productos, tales como cuatriciclos, vehículos industriales ligeros y motos de agua.
En el año 2002 Maverick Motorcycle inició la venta y distribución de productos en Brasil bajo la marca MVK.